# パトリツ・イルク
パトリツ・イルク（ドイツ語: Patriz Ilg）は、西ドイツの陸上競技選手。3000メートル障害で活躍し、1983年世界陸上競技選手権大会で優勝、ヨーロッパ陸上競技選手権大会でも優勝を果たしている。

## 経歴
1978年、プラハで行われたヨーロッパ陸上競技選手権大会で2位、1982年のアテネで行われた大会で優勝した。1983年、世界陸上競技選手権大会で自己ベストとなる8分15.06秒で優勝。1984年にはランキング1位となり、同年のロサンゼルスオリンピックにも出場予定であったが、ウイルス性疾患により欠場した。1986年のシュトゥットガルトで行われたヨーロッパ陸上競技選手権大会にも出場し、3位に入っている。1987年の、世界陸上競技選手権大会にも出場したが、12位に終わった。
この他、3000メートル競走の選手でもあり、ミラノで行われた1982年のヨーロッパ室内陸上競技選手権大会で優勝している。1984年大会にも出場し、6位に入った。
ドイツの国内大会では、1978年、1980年から1982年、1985年から1988年にかけて優勝している。